# Aerogengas

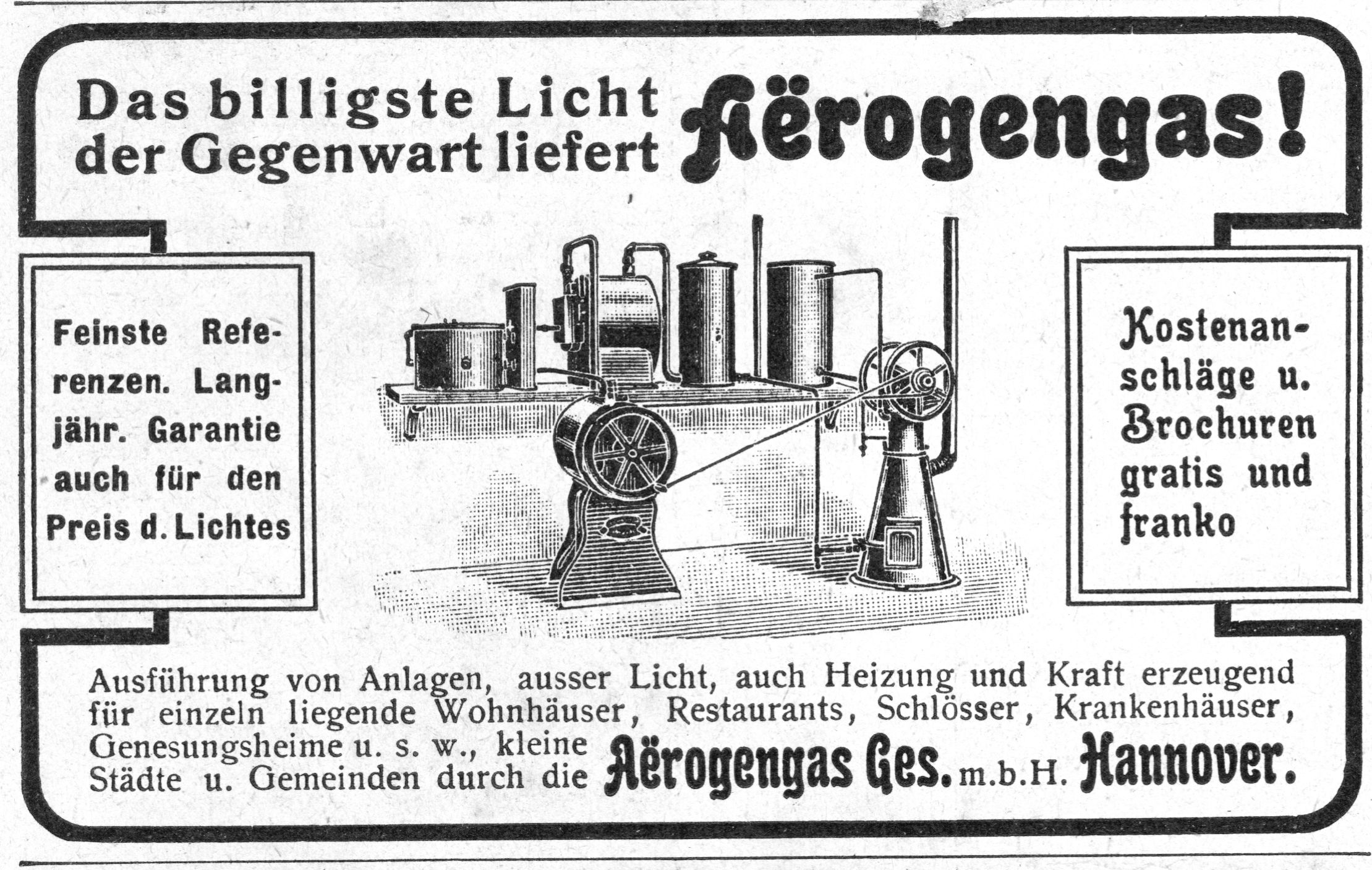
Anzeige für Aërogengas-Anlagen aus dem Jahr 1904

Aerogengas, eigentlich Aërogengas, auch Luftgas oder Benoidgas, ist ein brennbares Gas, das mittels spezieller Aerogengasgeneratoren für den Hausgebrauch aus den kalten Dämpfen leichtflüchtiger Leichtbenzine und Luft hergestellt wurde. Im Zuge der Elektrifizierung wurde die Gasbeleuchtung von der elektrischen Beleuchtung abgelöst und somit wurde auch kein Aerogengas mehr benutzt.

## Herstellung
In einem Vorratsgefäß wurde eine Menge Leichtbenzin, Gasolin (eine Benzinsorte) oder ähnliches mittels Schöpfwerk oder Pumpe verdampft und das Gas in die Leitungen gepresst.

## Verwendung
Da Gaswerke eine Zentrale zur Herstellung des Gases sowie Verteilerleitungen zu den Abnehmern benötigten, konnte nur ein örtlich begrenzter Bereich mit Gas versorgt werden. Um auch in abseits gelegenen Häusern und Höfen Gas zur Verfügung zu haben, wurden Gasgeneratoren für den Hausgebrauch entwickelt.